# Bruch (Hellenthal)
Bruch ist ein Ortsteil der Gemeinde Hellenthal im Kreis Euskirchen, Nordrhein-Westfalen.
Der Ortsteil liegt an der Landstraße 17. Entlang der L 17 fließt der Reifferscheider Bach. Bruch, Blumenthal und Dommersbach gehen ineinander über. 
Bruch gehörte bis zum Ende des 18. Jahrhunderts zur Herrschaft Reifferscheid.
In Bruch gibt es einen Brandschiefer-Stollen, wo früher Kohle über eine Schachtanlage abgebaut wurde. Der Stollen kann heute besichtigt werden.

Bruch, Sägewerk (früher Eisenverarbeitung)
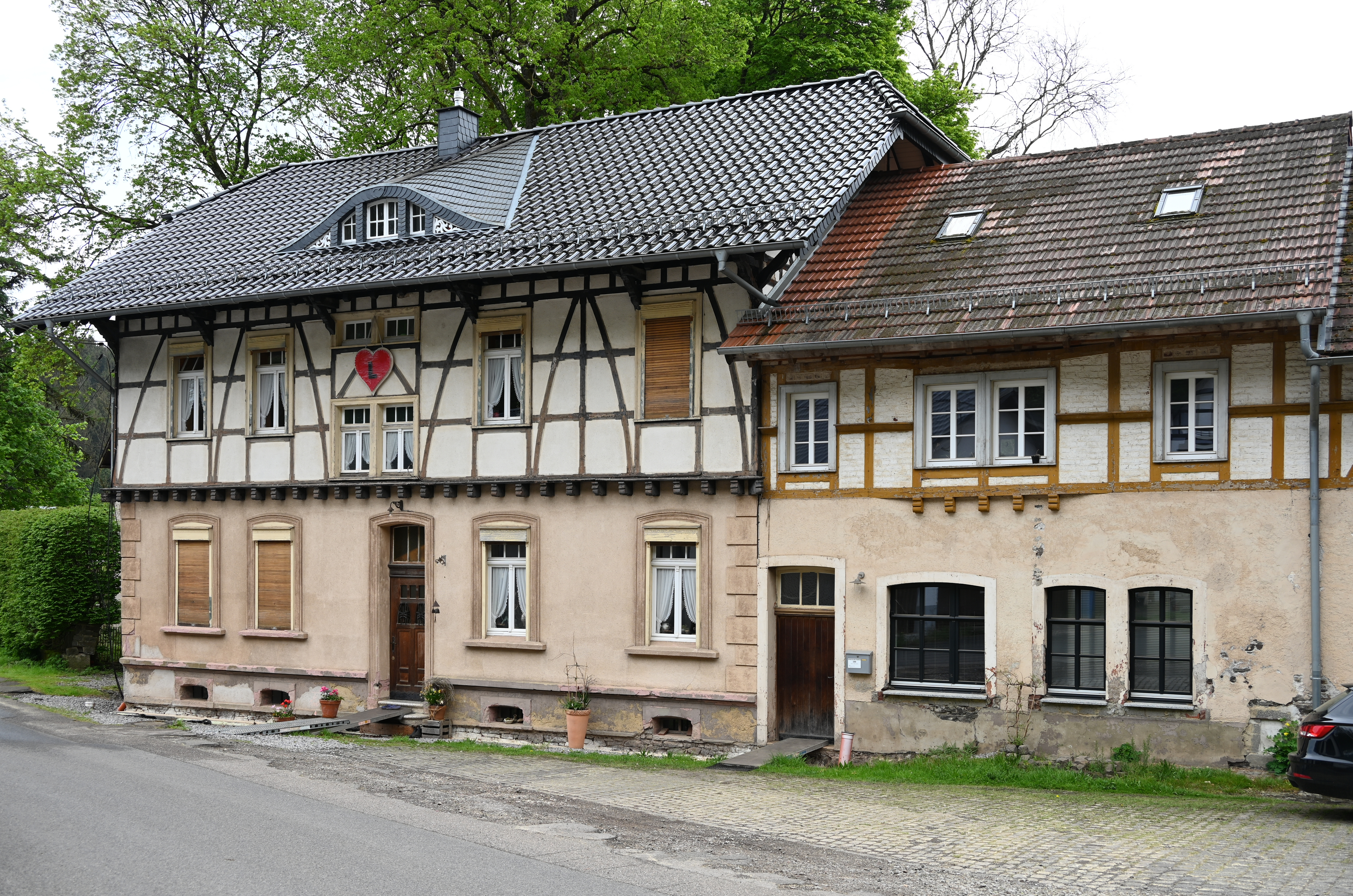
Hauptgebäude
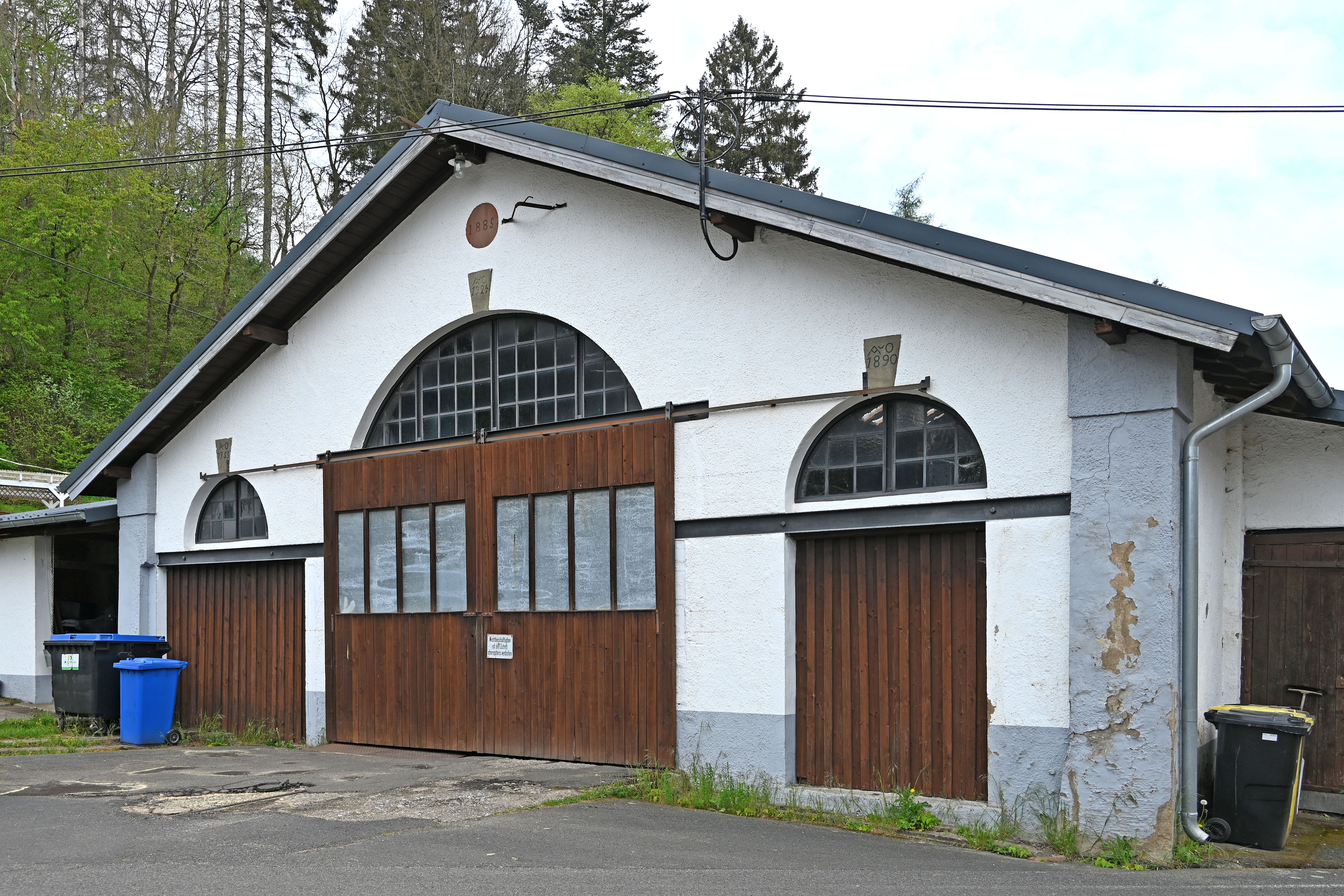
Werkshalle
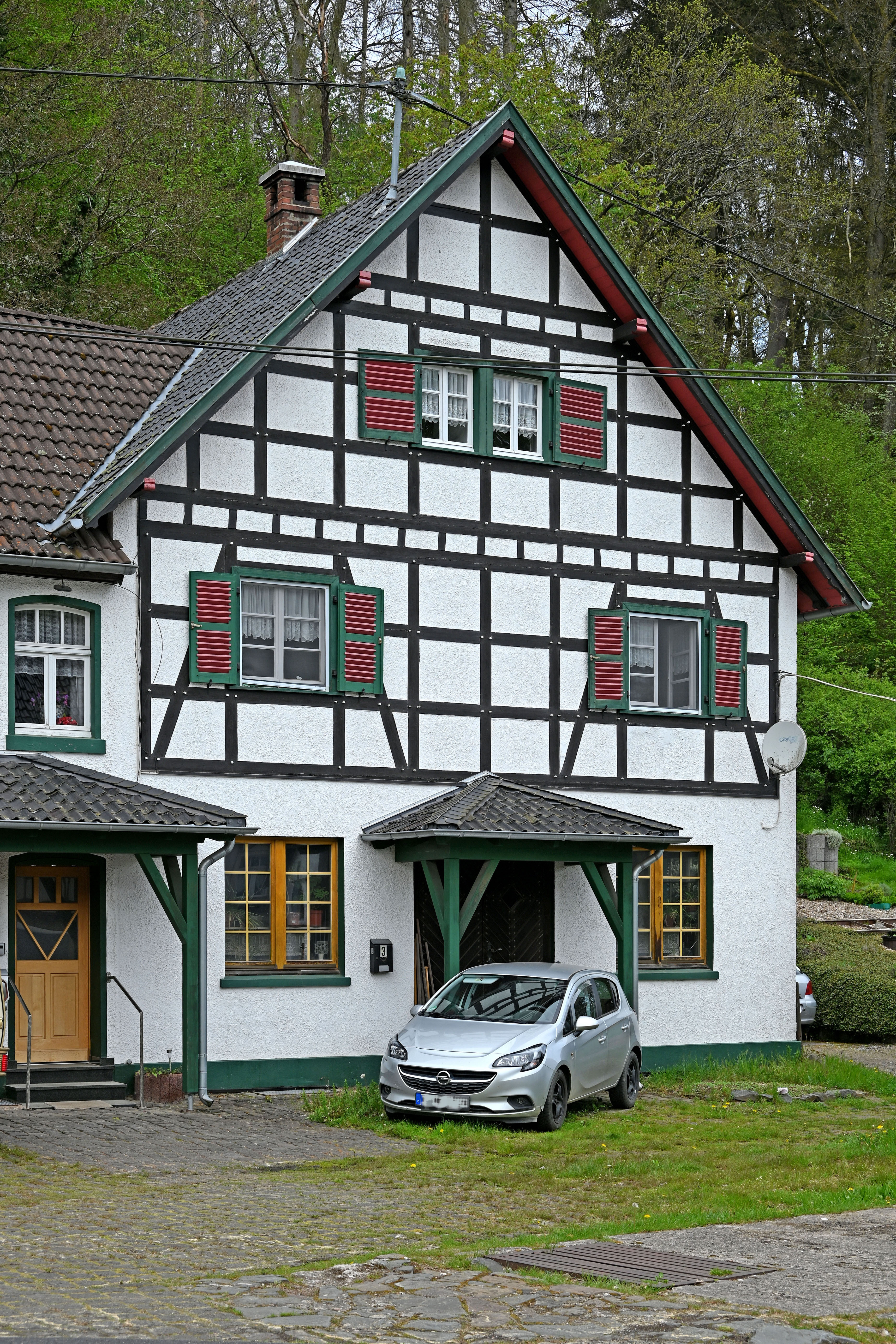
Wohnhaus
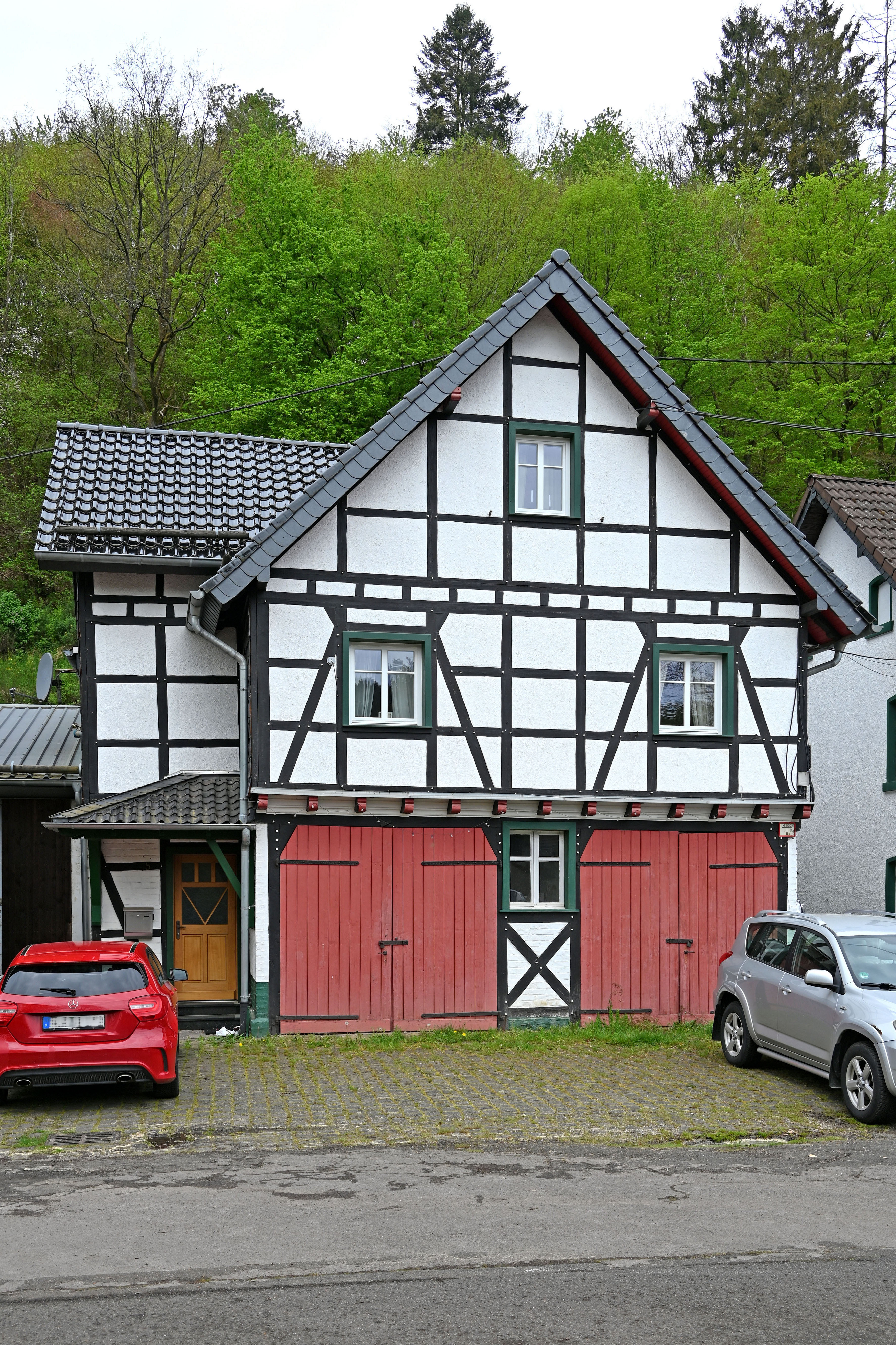
Wohnhaus